# Italica Rupes
L'Italica Rupes è una struttura geologica della superficie di Mercurio.